# Ugo Dehaes
Ugo Dehaes (Leuven, 1977) is een Belgische danser en choreograaf.

## Biografie
Ugo Dehaes begon te dansen op zijn achttiende. Gedurende een jaar volgde hij klassiek ballet, hedendaagse workshops met dansers als David Hernandez, Benoît Lachambre en Saburro Teshigawara, en een theateropleiding aan De Kleine Academie. Daarna begon hij aan de voltijdse dansopleiding aan de dansschool P.A.R.T.S. van Anne Teresa De Keersmaeker.

## Werk als danser bij Meg Stuart en Arco Renz
Van 1998 tot 2001 werkte hij als danser samen met Amerikaanse choreografe Meg Stuart aan diens producties Appetite (1998) en Highway 101 (2000-2001). Hij werkte als danser ook mee aan de productie Think Me Thickness van choreograaf Arco Renz, 2001).

## Eigen werk als choreograaf
Zijn debuutchoreografie is Lijfstof (2000, co-creatie met Charlotte Vanden Eynde), die tot 2003 toerde langs verschillende Europese steden. Ugo Dehaes heeft een bijzondere fascinatie voor duetten. Hij creëerde verschillende choreografieën met twee dansers, waarvan couple-like (2006, co-creatie met Keren Levi) waarschijnlijk de bekendste is. Ze werd tussen 2006 en 2001 een honderdtal keren opgevoerd, voornamelijk in België en Nederland maar ook in Duitsland, Groot-Brittannië, Israël, Italië, Kroatië, Luxemburg, Noorwegen, Polen, Roemenië, Slovakije, Slovenië en Turkije. Het duet kreeg enkele jaren later zelfs een remake, couple-like #2 (2010, opnieuw co-creatie met Keren Levi), die speciaal gericht was op een jongerenpubliek. Bekend is Ugo Dehaes verder vanwege zijn elkaar spiegelende voorstellingen Women (2010) en Girls (2013). In de eerste productie speelden acht danseressen tussen 30 en 60 jaar; in de tweede productie dansen meisjes tussen 10 en 14 jaar hetzelfde bewegingsmateriaal. Beide producties toerden voornamelijk in België, maar Girls kende met voorstellingen in Duitsland, Finland en Nederland ook succes in het buitenland. Volgens theaterjournalist Filip Tielens hebben alle producties van Ugo Dehaes één kernidee als uitgangspunt, dat vervolgens op een radicale maar tegelijk erg toegankelijke manier wordt uitgewerkt.
De meeste producties van Ugo Dehaes werden geproduceerd door zijn eigen gezelschap kwaad bloed dat in 2015 en 2016 structureel gesubsidieerd werd door de Vlaamse overheid. Hij maakte echter ook enkele producties voor fABULEUS, een Leuvens productiehuis voor dans en theater: Girls (2013) en RATS (2017).

## Andere projecten
Ugo Dehaes ontwikkelde rond verschillende van zijn producties (bv. couple-lie, Women, Girls, DMNT en RATS) workshops voor amateurs en professionele dansers. Daarnaast deed hij ook nog andere participatieve projecten. Een jaar lang maakte hij regelmatig tijd vrij om in de studio te dansen met Shan, een meisje met een mentale handicap. Tijdens het seizoen 2013-2014 was hij de danscurator van Zinnema en coördineerde er in die rol het project ReDance, waarbij hij amateurdansers een scène uit het werk van professionele choreografen opnieuw liet creëren. Met de jongeren van Vlaggendansgroep Symbolica werkte hij in 2013 aan de voorstelling Symballoo.

## Choreografieën/samenwerkingen
- Lijfstof (2000, co-creatie met Charlotte Vanden Eynde)[12]
- Roest (2002)[13]
- Rozenblad (2004)[14]
- couple-like  (2006, co-creatie met Keren Levi)[15]
- Forces (2008)[16]
- couple-like #2 (2010, co-creatie met Keren Levi)[17]
- Women (2011)[18]
- Girls (2013, in samenwerking met Natascha Pire)[19]
- Grafted / Geënt (2012)[20]
- Intimacy (2013)[21]
- Grafted duet (2015)[22]
- DMNT (2015)[23]
- RATS (2017)[24]

- Library of Congress Control Number: no2007136777
- Virtual International Authority File: 102741928